# Jake Reese
Jaap Siewertsz van Reesema (Deventer, Países Bajos, 25 de octubre de 1984), más conocido como Jake Reese es un cantante que ganó las terceras series de Dutch X Factor en 2010.
Es reconocido por colaborar en las canciones "Run Wild" y "Mad World" de Hardwell, "Calling On You" de Lucas & Steve, "Carry Me Home" de KSHMR.

## Biografía
Jaap Reesema creció en Terwolde, una aldea en el municipio de Voorst, en la provincia holandesa de Gelderland. También fue, hasta hace poco, miembro destacado de Hermes House Band. En 2009, participó en el concurso de talentos Carlo & Irene: Life4You.

## X Factor
El 29 de mayo de 2010, Jaap ganó el título para X Factor con el 51% de los votos en contra de la dura competencia de su compatriota finalista Maaike Vos, quien se convirtió en subcampeón. Jaap Reesema de ganar un contrato discográfico con Sony BMG y un auto. Su canción ganadora, una versión de "Don't Stop Believin '" se convirtió en un éxito # 1 en el Dutch Singles Chart.

## Discografía

### Álbumes
- 2011: "Changing Man"

### Sencillos
- 2010: "You're the Voice"

(Con the Dutch "X Factor 2010")
- 2010: "Don't Stop Believin'"
- 2010: "Walk to the Other Side"

(Tipparade)
- 2011: "Hoe hard je ook rent"
- 2011: "Bye Bye Baby"
- 2013: "Mijn wereld op zijn kop"
- 2013: "Ooit komt nooit meer""
- 2015: "Mad World" (con Hardwell)
- 2016: "Run Wild" (con Hardwell)
- 2017: "Calling on You" (con Lucas & Steve)

- Datos: Q26696560